# Seven Femenino de Francia 2019
El Seven Femenino de Francia de 2019 fue la cuarta edición del torneo de rugby 7, fue el sexto y último de la Serie Mundial Femenina de Rugby 7 2018-19.
Se desarrolló en el Parc des Sports Aguiléra de la ciudad de Biarritz, Francia.

## Equipos participantes
Además de los 11 equipos que tienen su lugar asegurado para toda la temporada se suma como invitado la selección de Escocia.
| - Australia - Canadá - China - Escocia - España - Estados Unidos | - Fiyi - Francia - Inglaterra - Irlanda - Nueva Zelanda - Rusia |

## Fase de grupos

### Grupo A
| Equipo        | Encuentros | Encuentros | Encuentros | Encuentros | Tantos  | Tantos    | Tantos     | Puntos |
| Equipo        | jugados    | ganados    | empatados  | perdidos   | a favor | en contra | diferencia | Puntos |
| ------------- | ---------- | ---------- | ---------- | ---------- | ------- | --------- | ---------- | ------ |
| Nueva Zelanda | 3          | 3          | 0          | 0          | 102     | 21        | +81        | 9      |
| Rusia         | 3          | 2          | 0          | 1          | 48      | 56        | –8         | 7      |
| Inglaterra    | 3          | 0          | 1          | 2          | 48      | 68        | –20        | 4      |
| Escocia       | 3          | 0          | 1          | 2          | 46      | 99        | –53        | 4      |

### Grupo B
| Equipo    | Encuentros | Encuentros | Encuentros | Encuentros | Tantos  | Tantos    | Tantos     | Puntos |
| Equipo    | jugados    | ganados    | empatados  | perdidos   | a favor | en contra | diferencia | Puntos |
| --------- | ---------- | ---------- | ---------- | ---------- | ------- | --------- | ---------- | ------ |
| Australia | 3          | 3          | 0          | 0          | 85      | 33        | +52        | 9      |
| Canadá    | 3          | 2          | 0          | 1          | 63      | 56        | +7         | 7      |
| España    | 3          | 1          | 0          | 2          | 45      | 63        | –18        | 5      |
| Irlanda   | 3          | 0          | 0          | 3          | 25      | 66        | –41        | 3      |

### Grupo C
| Equipo         | Encuentros | Encuentros | Encuentros | Encuentros | Tantos  | Tantos    | Tantos     | Puntos |
| Equipo         | jugados    | ganados    | empatados  | perdidos   | a favor | en contra | diferencia | Puntos |
| -------------- | ---------- | ---------- | ---------- | ---------- | ------- | --------- | ---------- | ------ |
| Estados Unidos | 3          | 3          | 0          | 0          | 69      | 24        | +45        | 9      |
| Francia        | 3          | 2          | 0          | 1          | 72      | 19        | +53        | 7      |
| China          | 3          | 1          | 0          | 2          | 20      | 86        | –66        | 5      |
| Fiyi           | 3          | 0          | 0          | 3          | 26      | 58        | –32        | 3      |

## Fase Final

### Copa de oro
|  | Cuartos de final | Cuartos de final | Cuartos de final |                |        | Semifinales | Semifinales | Semifinales |        |                | Copa           | Copa         | Copa |  |
|  |                  |                  |                  |                |        |             |             |             |        |                |                |              |      |  |
|  |                  |                  |                  |                |        |             |             |             |        |                |                |              |      |  |
|  | España           | España           | 15               |                |        |             |             |             |        |                |                |              |      |  |
|  | España           | España           | 15               |                |        |             |             |             |        |                |                |              |      |  |
|  | Australia        | Australia        | 14               |                |        |             |             |             |        |                |                |              |      |  |
|  | Australia        | Australia        | 14               |                | España | España      | 7           |             |        |                |                |              |      |  |
|  |                  |                  |                  |                | España | España      | 7           |             |        |                |                |              |      |  |
|  |                  |                  | Estados Unidos   | Estados Unidos | 24     |             |             |             |        |                |                |              |      |  |
|  | Estados Unidos   | Estados Unidos   | Estados Unidos   | Estados Unidos | 24     | 27          |             |             |        |                |                |              |      |  |
|  | Estados Unidos   | Estados Unidos   |                  |                |        |             |             |             |        |                |                |              |      |  |
|  | Rusia            | Rusia            | 12               |                |        |             |             |             |        |                |                |              |      |  |
|  | Rusia            | Rusia            | 12               |                |        |             |             |             |        | Estados Unidos | Estados Unidos | 26           |      |  |
|  |                  |                  |                  |                |        |             |             |             |        | Estados Unidos | Estados Unidos | 26           |      |  |
|  |                  |                  | Nueva Zelanda    | Nueva Zelanda  | 10     |             |             |             |        |                |                |              |      |  |
|  | Canadá           | Canadá           | Nueva Zelanda    | Nueva Zelanda  | 10     | 12          |             |             |        |                |                |              |      |  |
|  | Canadá           | Canadá           |                  |                |        |             |             |             |        |                |                |              |      |  |
|  | Francia          | Francia          | 5                |                |        |             |             |             |        |                |                |              |      |  |
|  | Francia          | Francia          | 5                |                | Canadá | Canadá      | 12          |             |        | Tercer lugar   | Tercer lugar   | Tercer lugar |      |  |
|  |                  |                  |                  |                | Canadá | Canadá      | 12          |             |        | Tercer lugar   | Tercer lugar   | Tercer lugar |      |  |
|  |                  |                  | Nueva Zelanda    | Nueva Zelanda  | 21     |             |             |             |        |                |                |              |      |  |
|  | Nueva Zelanda    | Nueva Zelanda    | Nueva Zelanda    | Nueva Zelanda  | 21     | 36          |             |             | España | España         | 14             |              |      |  |
|  | Nueva Zelanda    | Nueva Zelanda    |                  |                |        |             |             |             | España | España         | 14             |              |      |  |
|  | China            | China            | 0                |                |        |             |             |             |        |                | Canadá         | Canadá       | 19   |  |
|  | China            | China            | 0                |                |        |             |             |             |        |                | Canadá         | Canadá       | 19   |  |
|  |                  |                  |                  |                |        |             |             |             |        |                |                |              |      |  |

| Bandera de Estados Unidos |
| Campeón Estados Unidos    |
| 1º título del circuito    |